# Korunování Panny Marie (Raffael)
Korunování Panny Marie (italsky Pala degli Oddi) je název obrazu italského renesančního umělce Raffaela Santiho.
Jde o dílo řadicí se k malířovým raným pracím, ale přesto některými znaky naznačující umělcovu malířskou vyzrálost. Vzniklo na objednávku rodiny Oddiovců (odtud druhý název Oltář Oddiovců) na umístění v rodinné kapli v kostele San Francesco al Prato v Perugii.
Podobně jako námět obrazu (jedno z nejpůsobivějších ale i nejsymboličtějších provedení nacházíme např. u Botticelliho Korunovace Panny Marie se čtyřmi svatými) i kompoziční rozvržení díla (na dvě horizontální roviny představující nebeskou a pozemskou sféru) je typické pro období quattrocenta.
Ústřední výjev se odehrává na nebeské sféře. Na plovoucích oblacích s doprovodem nebeského chóru andělů probíhá akt korunovace Panny Marie jejím synem Ježíšem Kristem. Marie ve zbožné úctě přijímá ze synových rukou korunu nebeské královny.
Po Panně Marii zůstal ve spodní, pozemské sféře prázdný sarkofág s bílými květy, kolem kterého stojí apoštolové. Zdá se, že ne všichni jsou účastni výjevu na nebesích, což dosvědčují jejich pohledy; zatímco např. Sv. Tomáš, sv. Petr a sv. Jan s pohledy upřenými vzhůru prožívají nebeskou scénu, jiní z přítomných apoštolů ji vnímají téměř až nezaujatě. Nejintenzivněji událost prožívá Tomáš (v bílém plášti) držící v rukou pásek, který dostal jako dárek od Panny Marie (událost tradičně spojována s Nanebevzetím Panny Marie).
Kulisu děje tvoří klidná, mírně hornatá krajina.
Součástí obrazu je také předěl zachycující tři události ze života Panny Marie a Kristova dětství: Zvěstování, Klanění tří králů a Představení v chrámu.
Podobně jako několik děl italské provenience i Korunování Panny Marie se během Napoleonovy okupace země dostalo v roce 1797 jako válečná kořist do Paříže. V roce 1815 za papeže Pia VII. se vrátilo do své vlasti, kde ho dal papež umístit ve výstavních prostorách pinakotéky Vatikánských muzeí.